# ألبرت الأول، دوق بافاريا
الدوق ألبرشت الأول (بالألمانية: Albrecht); 25 يوليو 1336، ميونخ – 13 ديسمبر 1404، لاهاي) فرسان الرباط، كان حاكماً إقطاعياً لكونتيات هولندا، هينو، وزيلند في البلدان المنخفضة. بالإضافة لذلك امتلك منطقة بافاريا-شتراوبنغ.